# Laguna La Brava

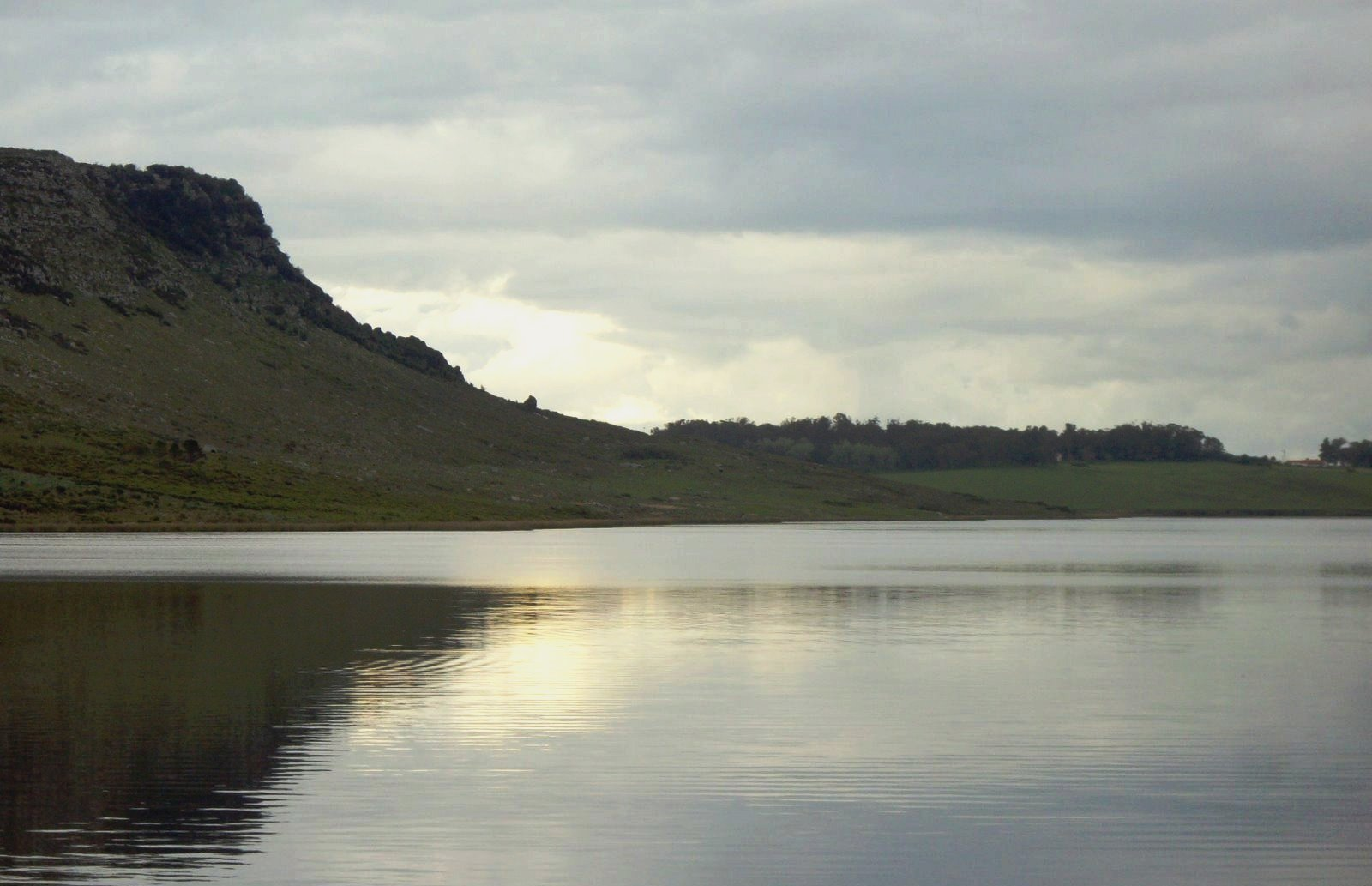
Laguna La Brava, entre Balcarce e Mar del Plata, Argentina.

Villa Laguna La Brava é uma localidade do Partido de Balcarce na Província de Buenos Aires, na Argentina. Sua população estimada em 2001 era de 174 habitantes.